# Franssmalbi
Franssmalbi (Lasioglossum sexstrigatum) är en biart som först beskrevs av Schenck 1870. Den ingår i släktet smalbin och familjen vägbin. Inga underarter finns listade i Catalogue of Life.

## Beskrivning
Franssmalbiet är ett slankt, övervägande svart bi. Munskölden (clypeus) och pannan är lätt utåtbuktande. Hos hanen är dessutom munsköldens spets gul, samt överläppen och käkarna gula till brungula. På bakkroppen har tergiterna 2 till 4 ljusa hårband i bakkanten. Honan har dessutom otydliga vita hårfläkar framtill  på tergit 2 och 3. Honan blir 6 till 7 mm lång, hanen 5 till 7 mm.

## Ekologi
Franssmalbiet föredrar sandiga habitat, som sandtag, dyner, flygsandfält och sandiga ruderatområden. Den kan även förekomma i glesare skogsområden och planteringar.
Larvbona grävs ut i marken. Arten är solitär, men honorna gräver gärna ut sina bon tillsammans, i stora kolonier med upp till 34 bon per m2. Bona fylls med näring i form av pollen; arten är polylektisk, den hämtar pollen från flera blommande växter i ett stort antal familjer, bland andra korgblommiga växter, gurkväxter, rosväxter, videväxter och ranunkelväxter. Korgblommiga växter och väddväxter kan dessutom användas som nektarkällor. Larvbona kan parasiteras av blodbina pannblodbi, dvärgblodbi, småblodbi och gökbiet Nomada sheppardana som lägger ägg i franssmalbiets larvceller, ett ägg i varje larvcell. Blodbihonorna förstör värdägget eller de nykläckta värdlarverna redan vid äggläggningen, medan gökbiets larver själva dödar värdäggen eller värdlarverna. För båda typerna av parasiter lever larverna därefter av den insamlade näringen..

## Utbredning
Utbredningsområdet omfattar Europa från sydöstligaste England i väster (där den upptäcktes så sent som 2008, även om den inte offentliggjordes förrän 2011) över Mellan- och Nordeuropa till Uralbergen i öster, med sydgräns i Schweiz och Armenien. I norr går det upp till Litauen och Sverige. Arten har även påträffats i Japan.
I Finland har den nyligen påträffats i ett fåtal exemplar, åtta observationer har gjorts under 2010-talet: Sju i Norra Savolax och ett i Södra Karelen (Villmanstrand).. 
I Sverige förekommer den i Götaland (med undantag av Gotland), samt fragmentariskt norr därom.

## Status
Globalt klassificerar IUCN arten som livskraftig (LC).
På grund av artens sena introduktion i Finland, har den ännu inte fått någon formell klassifikation där; Finlands artdatacenter betraktar den tills vidare som "väletablerad". Även i Sverige är den en relativt ny art, få fynd har gjorts före 2000. Redan 2005 klassificerade emellertid svenska Artdatabanken den som livskraftig, och den klassificeringen har arten behållit sedan dess.